# Towhidi Tabari
Towhidi Tabari (u perzijskom توحیدی طبری ), rođen u Babolu, Iran, vizualni je umjetnik i stručnjak   : kaligrafija, slikarstvo i osvjetljenje. Kolekcionar perzijske i islamske umjetnosti živi i radi u Parizu od 2001. godine. 